# زهراء المتغوي
زهراء احمد المتغوي شاعرة بحرينية، تعمل  مدرسة لمادة الرياضيات.

## المشاركات
تشارك في الاحتفالات والمواسم الدينية مثل 1-مواليد اهل البيت (ع) ووفياتهم 
إحدى مؤلفين الاوبريت البحريني : وطن الثورة ..
وفي الأعياد والمواسم
الجوائز والشهادات
1/ الحاصلة على المركز الأول في مسابقة خديجة الديلمي 2010
.
2/الحاصلة على المركز الأول في مسابقة (الزهراء في عيون الشعراء) 2010
3/ من أوائل المشاركين والفائزبن في مسابقة أبي تراب وشاعر الحسين
4/ محكمة في كثير من المسابقات والامسيات الشعرية